# 杜琼乡
杜琼乡（藏語：འདུས་བྱུང་），是中华人民共和国西藏自治区日喀则市白朗县下辖的一个乡镇级行政单位。

## 行政区划
杜琼乡下辖以下地区：
东普村、帕措村、来强村、普拉村、查强村、多旦村、杜琼村、党金村和久布村。